# Nemszőtt kelme
A nemszőtt kelmék a textilipar termékei között fontos helyet foglalnak el. Maga az elnevezés nem szerencsés, mert bár valóban olyan kelmékről van szó, amelyeket nem a klasszikus szövéssel állítanak elő, de nem is kötéssel, fonatolással, vagy a csipkekészítés valamely módszerével – amelyek viszont szintén nem szövési eljárások, terméküket mégsem sorolhatjuk a „nemszőtt kelmék” fogalomkörébe. Az elnevezés az angol „nonwovens” kifejezés tükörfordítása, amit azután más nyelveken is szó szerint átvettek, így került a magyar szaknyelvbe is.

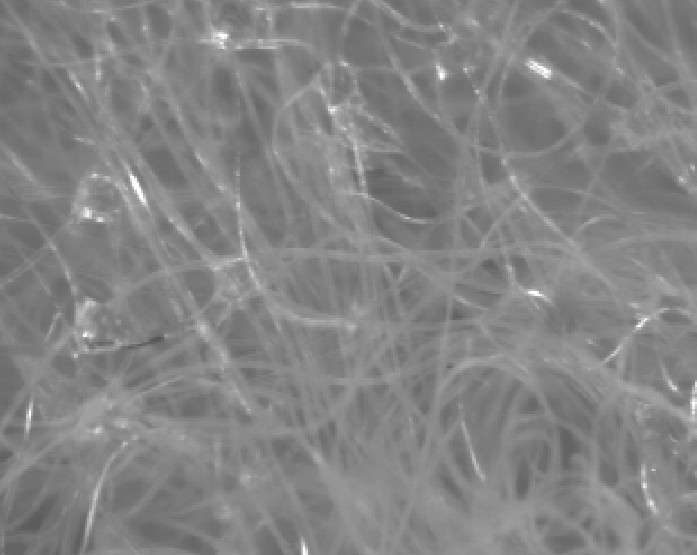
Rendezetlen szálak halmazából álló fátyol mikroszkópi képe

A „nemszőtt kelmék” ebben az értelemben olyan kelmék gyűjtőneve, amelyeket nem egymást keresztező vagy egymáson átkulcsolódó fonalak alkotnak, hanem többé-kevésbé kusza, bár lapszerűen szétterített szálhalmazból (szövedékből) állnak, ahol a szálakat mechanikai vagy kémiai eljárásokkal erősítik egymáshoz. (Ezek az anyagok tehát rokonságban vannak a csak gyapjúból előállítható, szintén szövés nélkül készülő nemezzel. A hagyományos nemezt azonban hivatalosan nem tekintik „nemszőtt textíliának”.) A szálak lapszerűen elhelyezkedő halmazára a textilipari eljárásokban a „fátyol” vagy „bunda” szakkifejezést használják (függően a gyártási fázistól és a képződmény vastagságától is), ilyen formán a „nemszőtt kelmék” voltaképpen fátyol vagy bunda alapú textilanyagok. Mivel a fátyol vagy bunda laza szerkezetű, önmagában nem kellően szilárd képződmény, szükség van a megerősítésére.
A nemszőtt kelmék definícióját nemzetközi szabvány rögzíti. Eszerint nemszőtt kelme az olyan irányított vagy véletlenszerűen elhelyezkedő szálakból mesterséges úton képzett lap, szövedék vagy szálhalmaz, amelyben a szálakat a súrlódás és/vagy kohézió és/vagy adhézió tartja össze, kivéve a papírt és a kötéssel, szövéssel, a szövedék fonalakkal történő megerősítésével, vagy nemezeléssel készített kelméket. (A papírtól való különbözőségre nézve lásd alább a Nedves eljárás c. fejezetben tett megjegyzést.)
A nemszőtt kelméket Magyarországon a Nemzeti Adó- és Vámhivatal 5603-as vámtarifaszám kategóriába sorolja.

## Előállítás
A nemszőtt kelmék előállítása alapjában véve három fázisból áll:
- a szövedék (fátyol ill. bunda) képzéséből,
- a szövedék megerősítéséből és
- a kikészítő műveletekből.

### Szövedékképzés
A szövedékképzés lényege az, hogy a rendezetlen elhelyezkedésű szálakból összefüggő, az előállítani kívánt terméknek megfelelő vastagságú réteget hozzanak létre. Erre többféle megoldást is kidolgoztak, amelyek egy része elvileg bármilyen nyersanyagú szálak feldolgozására alkalmas, más részük csak szintetikus szálak esetén alkalmazható.

#### Száraz szövedékképzés
A száraz szövedékképzés legkézenfekvőbb eljárása a kártolás, hiszen a fonóiparban jól ismert kártológépről éppen olyan formában jön le az anyag, ami a nemszőtt kelmék gyártásához is felhasználható. Mivel azonban ez a kártolt fátyol rendkívül vékony, általában több réteget helyeznek egymásra az e célra kifejlesztett gépeken, így alakul ki a bunda. A kártológép valamelyest párhuzamosítja a fátyolban lévő elemi szálakat, ezért annak érdekében, hogy a belőle készült nemszőtt kelme minden irányban lehetőleg egyforma szilárdságot tanúsítson, a fátyolrétegeket keresztezve helyezik el egymásra.
Egy másik eljárás szerint az elemi szálakat légáramlat segítségével juttatják egy szállítószalagra vagy perforált dobra, ahol azok rendezetlen állapotban terülnek szét a kívánt vastagságban. Az így készített fátyol a kártolt fátyollal szemben könnyebb, puhább, nem mutat rétegezettséget.

#### Szövedékképzés polimer granulátumból (spunbond vagy spinnvlies)
Míg az előző két módszer bármilyen természetes vagy mesterséges textilnyersanyagnál alkalmazható, csak a szintetikus szálasanyagból készült nemszőtt kelméknél követhető az az eljárás, amelynél a polimer granulátumot megolvasztják és az olvadékból extruderrel folytonos szálakat (filamenteket) képeznek. Az extruder a nyílásain át igen nagy számú ilyen szálat bocsát ki egymás mellett, amiket hűtéssel megszilárdítva, rendezetlen állapotban egy szállítószalagra juttatnak (spunbond, vagy spinnvlies eljárás). Az így kialakított szövedéket az tartja össze, hogy a kissé még meleg szálak gyengén összetapadnak. Ez azonban nem ad elég szilárdságot ahhoz, hogy a szövedék ne igényeljen további szilárdítási eljárást. Ezt többnyire úgy oldják meg, hogy még kissé lágy állapotban hengerek között összepréselik a szálhalmazt.

#### Nedves eljárás
Az ún. nedves eljárásnál a szálakból vizes szuszpenziót képeznek és azt egy szitaszövetből álló végtelenített szalagra folyatják. Innen a víz lefolyik és a szálak rendezetlen halmaza marad vissza a szitán szétterülve. Hengerpárok között kinyomják a maradék vizet, majd megszárítják a szövedéket, amely ekkor már elég erős ahhoz, hogy leválasszák a szitáról. A szilárdság növelésére gyakran további kötőanyagot is felvisznek a szövedékre. Ebben az anyagban a szálak elhelyezkedése teljesen véletlenszerű és a termék hasonlít a hasonlóképpen készülő papírra. A nemszőtt kelmék fogalommeghatározásaira vonatkozó nemzetközi szabvány szerint az így készült terméket akkor tekinthetjük nemszőtt kelmének (és nem papírnak), ha tömegének több mint 50%-át képezik az olyan szálak, amelyek hossza meghaladja az átmérőjük 300-szorosát, vagy pedig ha az ilyen szálak részaránya 30%-nál több ugyan, de a termék sűrűsége nem haladja meg a 0,40 g/cm³-t.

#### Egyéb eljárások
A 2000-es évektől egyre nagyobb jelentőségű az úgynevezett melt blowing eljárás, amelynek során a polimer olvadékot olyan mikroméretű fúvókákon keresztül extrudálják, amelyeket nagy sebességű fújógáz vesz körül. A fúvás során véletlenszerűen elhelyezkedő szálak képződnek, majd ezeket  egy lapon szétszórják rendezetlen állapotban, így a szálak hűtés után olyan nemszőtt kelmét alkotnak, amelyet szűréshez, szorbensekhez, ruházati termékekhez és gyógyszerbejuttató rendszerekhez lehet alkalmazni. Az olvadékfúvás jelentős előnyei az egyszerűség, a magas fajlagos termelékenység és az oldószermentes működés. Az optimális reológiai és felületi tulajdonságokkal rendelkező polimerek megfelelő kombinációjának kiválasztásával a tudósok képesek voltak olyan olvadékfúvott szálakat előállítani, amelyek átlagos átmérője mindössze 36 nm.
Egy további eljárásnál a polimert megfelelő oldószerben feloldják és egy edénybe permetezik, ahol az oldószer elpárolog, a visszamaradó polimerszálakat pedig összegyűjtik és kötőanyaggal egymáshoz rögzítik.

### A szövedék megerősítése
A fentiek szerint készült szövedékek általában nem elég erősek a további feldolgozáshoz, ezért meg kell őket erősíteni. Erre különböző eljárások használatosak.

#### Kémiai szilárdítás
A kémiai szilárdításnál akrilát polimerekből vagy kopolimerekből, sztirol-butadién kopolimerekből vagy vinilacetát-etilén kopolimerekből álló folyékony kötőanyagot visznek fel a szövedékre, amelyek ott megkötnek. A leggyakrabban vizes alapú kötőanyagrendszereket használnak, de használatosak szerves oldószer alapúak és vannak por vagy hab állapotúak is. A kötőanyagot fel lehet vinni telítéssel, kenéssel vagy permetezéssel, sőt pontszerű nyomással is. Ez utóbbit olyankor alkalmazzák, amikor valamilyen mintázat szerint kívánják eloszlatni a kötőanyagot, és a szabadon maradt részen a szálak szabadon maradnak bizonyos speciális hatások elérésére.

#### Szilárdítás olvadó szálakkal
Egy másik eljárásnál a szintetikus szálas anyagok hőre lágyuló tulajdonságát használják ki. A szövedéket alkotó szálak közé alacsony olvadáspontú szálakat kevernek, amelyek a kezelés hőmérsékletén meglágyulnak és mintegy összeragasztják a környezetükben lévő szálakat. Ennek az eljárásnak egy változata, amikor az olvadó szálak kétféle nyersanyagból kombinált, ún. bikomponens szálak, amelyeknek egyik összetevője alacsony olvadáspontú polimerből készül és ez ragasztja össze a magasabb olvadáspontú szálakat, valamint a bikomponens szál másik összetevőjét alkotó és így a többi szálhoz keveredő anyagot. A hőközlés ezeknél az eljárásoknál fűtött hengerekkel ellátott kalanderen történhet, vagy a kötőanyaggal kezelt szövedéket forró levegő hatásának teszik ki. Alkalmaznak nagyfrekvenciás elektromágneses hullámokat (ultrahangot) is az anyag felmelegítésére és a kötőszálak megolvasztására.

#### Mechanikai szilárdítás
A mechanikus szilárdításnál a szálak közötti súrlódást használják ki. Erre a legelterjedtebb módszer a tűzés („tűnemezelés”). Speciális kialakítású, horgokkal ellátott (ún. „szakállas”) tűket szúrnak keresztül a szövedéken, és amikor ezeket visszahúzzák, szálakat húznak ki magukkal, amelyek így vastagság irányban tömörítik, rögzítik a szövedék szálait. A szilárdítás mértéke a tűk vastagságától, kiképzésétől és az egymás melletti tűk távolságától függ.
A mechanikus szilárdítás egy másik módszerénél vékony, nagy nyomású vízsugarakat bocsátanak a szövedékre, és ezzel érik el, hogy abban a szálak vastagság irányban is kuszálódjanak és ezzel tömörítsék, megerősítsék a kelmét. A vízsugarak megfelelő vezérlésével így bizonyos mintázatok is elérhetők.
Meg kell említenünk a szilárdítási eljárások között a varrvahurkolást is, bár a hivatalos terminológia szerint az így készült kelmék nem számítanak a nemszőtt kelmék közé. Itt a szövedéket fonalakkal, a láncrendszerű kötés elvét alkalmazva erősítik meg, oly módon, hogy a kelme teljes szélességében hegyes végű tolókás tűkkel szúrják át a szövedéket és hasonlóképpen, mint a lánchurkológépen, e tűk horgába fonalat fektetnek, amelyet a tű áthúz a szövedéken, ezzel erősítve meg a kelmét. Lényegében tehát a nemszőtt kelmegyártás és a kötés egyfajta kombinációjáról beszélhetünk, ezért nem sorolják ezt a technológiát a tisztán „nemszőtt kelme”-gyártáshoz.

### Kikészítő műveletek
A fentiek szerint készült nemszőtt kelme tulajdonságainak további módosításával, a szilárdítást megelőzően vagy azt követően alkalmazott kiegészítő vegyszeres vagy mechanikai kezelésekkel a termékek rendkívül széles választéka állítható elő, amivel nagyon sokféle felhasználói igényt lehet kielégíteni. Elő lehet állítani lángállóvá, porózussá, légáteresztővé, nedvszívóvá vagy éppen víztaszítóvá, vízlepergetővé tett, a sztatikus elektromossággal való feltöltődésnek ellenálló nemszőtt kelméket, és még számos más típust. Ezek a kelmék is nyomhatók, színezhetők, laminálhatók, készíthetők belőlük kompozitok, szendvicsszerkezetek stb.

### Különleges vastagságú („3D”) nemszőtt kelmék

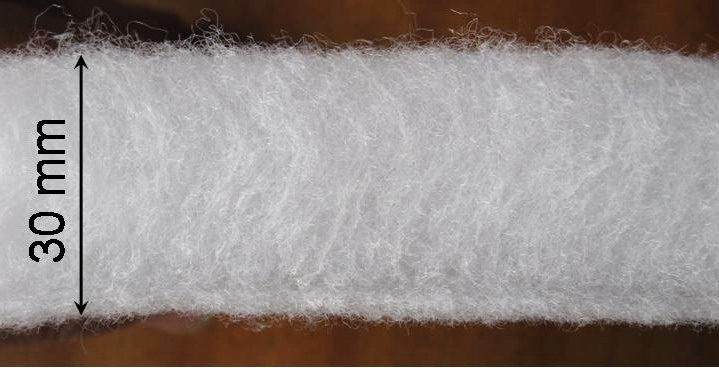
Függőleges réteghullámokkal kialakított különlegesen vastag nemszőtt kelme keresztmetszete

Egy új eljárás alkalmazása lehetővé tette különlegesen vastag (15-40 mm) nemszőtt kelmék készítését oly módon, hogy a bundát nem vízszintesen, a kész kelme síkjában helyezik el, hanem szorosan egymás mellé függőleges hullámokat alkotnak belőle. Ezt a szerkezetet ragasztással és hőkezeléssel szilárdítják és stabilizálják. Ez az újfajta kelme rugalmasan összenyomható, jó hő- és hangszigetelő. Előnyösen alkalmazható habszivacs helyett a bútor- és kárpitosiparban, szűrőbetétek készítésére, geotextíliákban, matracokban stb.

### A nemszőtt kelmék gyártásához használt nyersanyagok
A nemszőtt kelmék legnagyobb részét mesterséges szálasanyagokból állítják elő. A leggyakrabban alkalmazott szálasanyagok: polipropilén (63%), poliészter (23%), viszkóz (8%), poliakrinitril (2%), poliamid (1,5%). Ezeken kívül szénszálakat és természetes szálasanyagokat (főleg pamutot) is felhasználnak, önmagukban vagy szintetikus szálakhoz keverve.

## Felhasználási területek

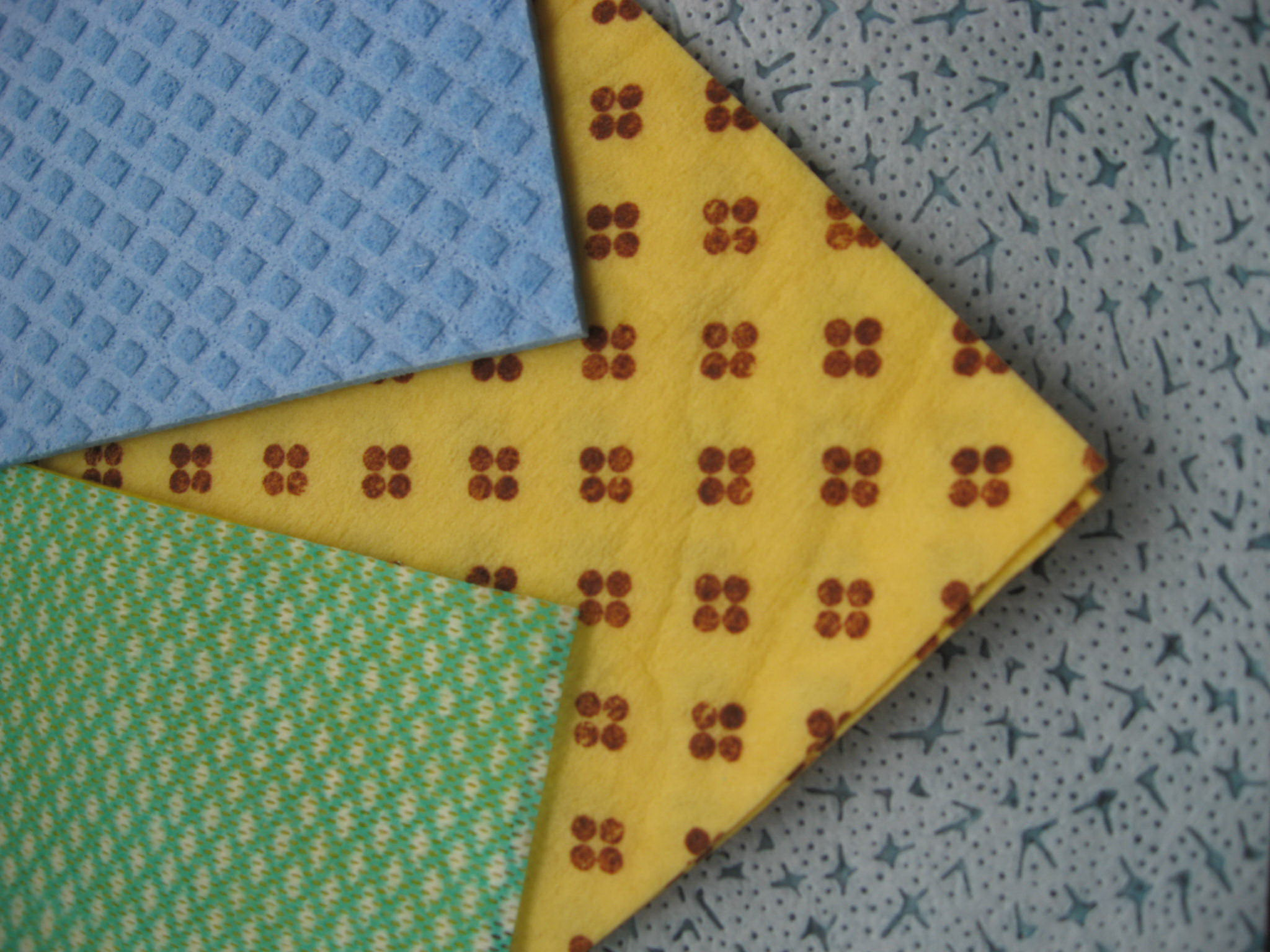
Jellegzetes háztartási törlőkendők nemszőtt kelmékből. Látható köztük színnyomott, dombornyomott, perforált változat is.

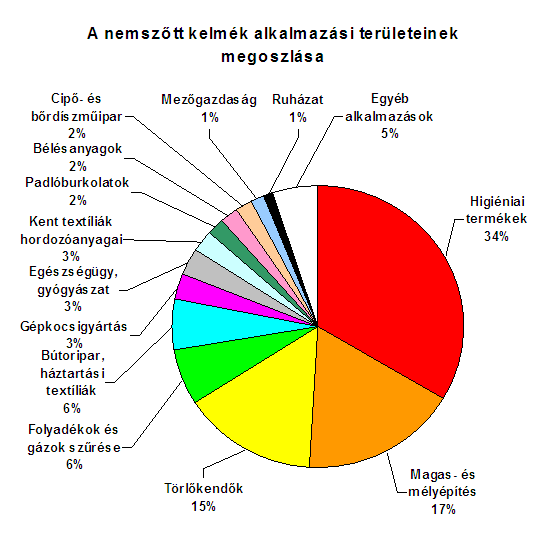
A nemszőtt kelmék fő alkalmazási területeinek megoszlása

A nemszőtt kelméket igen sokféle célra használják és felhasználásuk egyre növekszik. Ez a technológia mintegy 50 évre tekint vissza és ma már a világ textiltermelésének 7%-át (5 millió tonna) teszi ki; a becslések szerint 2010-re akár már 7 millió tonnára is emelkedhet. Néhány példa az alkalmazási területekre (a teljesség igénye nélkül):
- higiéniai, egészségügyi és gyógyászati textíliák: pelenkák, intimbetétek, kozmetikai kendők, egyszer használatos kórházi öltözékek, eldobható kórházi lepedők, maszkok stb.,
- lakástextíliák: párnahuzatok, tisztító- és törlőkendők, asztalterítők stb.,
- ruhaipari alkalmazások: ruhabélések, válltömések, a konfekcióipar által használt ragasztós közbélések, hímzés alátétek stb.,
- cipőbélések („fedőtalpak”),
- kárpitosipari töltőanyag a párnázott bútorokban,
- bőrdíszműipari bélésanyagok,
- sportfelszerelés: töltőanyag hálózsákokban és sportruházati cikkekben,
- autófelszerelések: töltőanyag ülésekhez, ajtó-, tető-, padló-, kalaptartó- és csomagtartó-burkolat,
- geotextíliák,
- csomagolóanyagok,
- építőipar: hang- és hőszigetelő anyagok, tömítőanyagok, tapéták,
- különféle szűrők, szűrőbetétek,
- kompozitok erősítő anyagai.

Ezeknek az alkalmazásoknak a mennyiség szerinti megoszlását a Nyugat-Európában gyártott termékek adatai alapján a mellékelt ábra szemlélteti.

## Történeti áttekintés
A nemszőtt kelmék története voltaképpen a nemezkészítéssel kezdődött, amit a mongolok, görögök és rómaiak gyapjúszálak felhasználásával már az ókorban is műveltek és amit az újkor számára – a hagyomány szerint – egy francia szerzetes, Fuetre barát fedezett fel a 8. században, aki hosszú gyalogútra vállalkozott, hogy felkeressen egy kegyhelyet, és ezért saruja talpát gyapjúval bélelte ki. Mire odaért, azt tapasztalta, hogy az eredetileg laza gyapjúréteg az állandó taposás, a talp melege és az izzadság hatására teljesen összetömörödött. Azóta tekintik Fuetre barátot a nemezkészítők védőszentjének. Az ipari nemezkészítés bevezetését az angol J. R. Williamsnek tulajdonítják (1820), a tűzött nemez készítésére pedig a 19. század végére érett meg a lehetőség, amikor az ehhez szükséges szakállas tűket az ipar már elő tudta állítani.
A nemszőtt kelmék különféle fajtái a 20. század fejlesztési eredményei. Ekkorra fejlődtek ki az ezek gyártására alkalmas szintetikus szálasanyagok, valamint azok a mechanikai ill. kémiai eljárások, amelyek alkalmasak a különböző korszerű szövedékképzési és szilárdítási technikák nagyüzemi megvalósítására. Az első nagyüzemileg előállított nemszőtt kelméről 1942-ben adott hírt a szaksajtó. A nedves szövedékképzést az 1960-as években vezették be, a granulátumból olvasztásos eljárással képzett szálak szövedékké alakítására az 1970-es években dolgozták ki a megfelelő eljárást. Ezeknek a termékeknek az elterjedése azonban igen gyors és egyre több felhasználási területet hódítanak meg.
Szakértői becslés szerint 2010-ben a nemszőtt kelmék világtermelése 7 millió tonna lesz.

### Nemszőttkelme-gyártás Magyarországon
Magyarországon a nemszőtt kelmék gyártásával a Lőrinci Textilipari Vállalat kezdett foglalkozni. A korábban ipari vatta gyártásával foglalkozó vállalat 1959-ben vezette be a "Maliwatt" varrvahurkolási eljárással és ragasztással készült nemszőtt kelmék gyártását, amelyekből közbélések, ruha- és cipőipari meleg bélések, háztartási és ipari törlőkendők és műszőrmék készültek. A gyár 2003-ig működött. Ugyancsak jelentős nemszőttkelme-gyártás folyt a Temaforg Vállalatnál, amelynek egyik utódcége, a Temaforg Kunszentmiklós Kft. ma is jelentős mennyiségben állít elő ilyen termékeket geotextíliák, bútoripari párnázóanyagok, ruhaipari bélések, ipari törlőkendők, szűrők és vasalódeszka-betétek készítése céljára. A győri Graboplast Zrt. cégcsoporthoz tartozó Grabo Kft.-nél is folyik nemszőttkelme-gyártás tapétákhoz és padlóburkoló anyagokhoz. Jelentős még a német J. H. Ziegler cég 2006 óta Bábolnán működő gyárának nemszőttkelme-gyártása, amit egyebek között neves autógyárak megrendelésére állítanak elő. A hazai nemszőttkelme-termelés összességében mintegy 120 millió m²/év.